# Coleomegilla quadrifasciata
Coleomegilla quadrifasciata es una especie de coleóptero cucujoideo de la familia Coccinellidae. Presenta dos subespecies en Sudamérica, una de las cuales está presente principalmente en Argentina, Uruguay y Chile, y se denomina octodecimpustulata. La otra es la forma típica de la especie, que se encuentra en Brasil. La diferencia entre estas subespecies es su patrón de manchas.

## Características
Tiene una forma oblonga color negro con patas alargadas. El color en los ejemplares vivos puede variar del anaranjado al rojo. Su pronoto tiene una mancha dividida por la mitad con dos proyecciones laterales en el medio. Los élitros (alas duras) de la forma octodecimpustulata son negros con 10 manchas anaranjadas en cinco franjas, todas independientes. Estas manchas pueden ser más grandes o pequeñas pero no se fusionan, a diferencia de la forma típica de Brasil donde las manchas de sus élitros se fusionan en franjas formando un patrón en zig zag. Ambas subespecies son grandes, pueden medir entre 5,5 y 6,4 mm.

## Biología
Coleomegilla quadrifasciata suele aparecer en zonas inundadas, a la orilla de ríos o canales, frecuenta lugares húmedos o cercanos al agua. Los huevos de esta especie están asociados a plantas de Hydrocotyle, se pueden encontrar adheridos al extremo inferior de las hojas. Al cabo de 4 días, emergen las larvas que primero se alimentan de los pellejos de los huevos y luego dispersan en busca de más alimento. Crecen en este periodo y comienzan a ser activas afidófagas (alimentación en base a áfidos). Su pupa se une colgada a las hojas, con la cabeza hacia abajo. Luego de  8 a 9 días emerge el adulto. En los adultos se ha observado la presencia de un parásito (Hymenoptera Braconidae).
Su presencia se registra a lo largo de todo el año en las zonas cultivadas, destacándose en pasturas de base alfalfa, donde puede alimentarse y cumplir sus ciclos vitales. Como otras especies de predatores C. quadrifasciata tiene mayor actividad a mediados de enero, cuando dos de las plagas de la alfalfa más importantes: Acyrthosiphon pisum (pulgón verde de la alfalfa) y Colias lesbia (isoca de la alfalfa) alcanzan sus máximos niveles poblacionales.

### Alimentación
Son importantes depredadores de áfidos, es una especie benéfica en los cultivos de soja. Coleomegilla quadrifasciata octodecimpustulata puede controlar eficientemente a Chaitophorus leucomelas sobre álamos. Y la forma Coleomegilla quadrifasciata quadrifasciataha ha sido encontrada depredando el pulgón Monellia caryella sobre pecán.

## Distribución
La subespecie Coleomegilla quadrifasciata octodecimpustulata se ha encontrado en Argentina, Chile, Brasil, Paraguay y Uruguay. Mientras que la forma típica de la especie, Coleomegilla quadrifasciata quadrifasciata, se ha encontrado principalmente en Brasil.

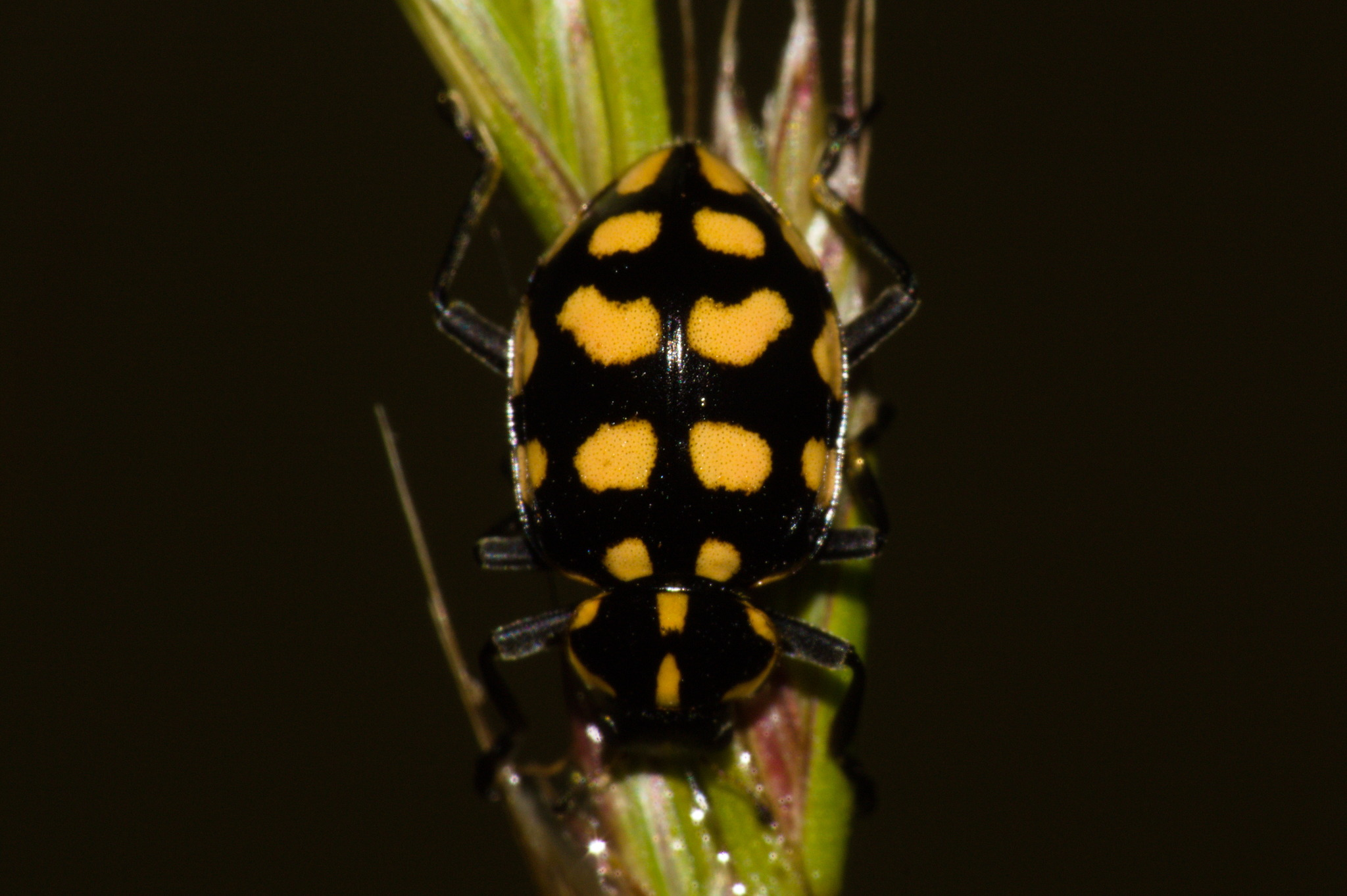
Variante Coleomegilla quadrifasciata octodecimpustulata.
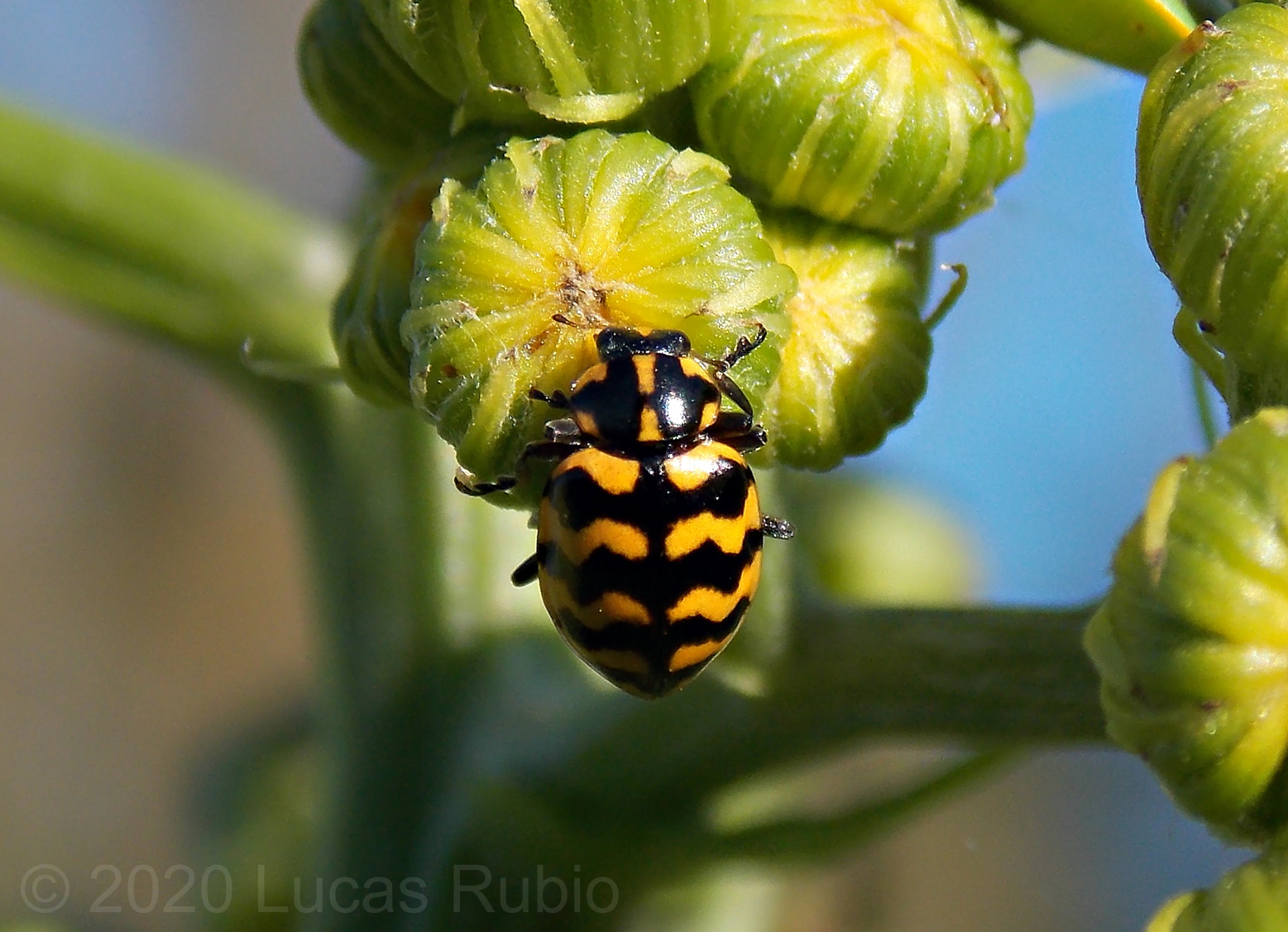
Variante Coleomegilla quadrifasciata quadrifasciata.